# Paganija
Paganija (latinsko Pagania, slovansko Poganija) ali Narentanija (latinsko Narentia) je bila srednjeveška južnoslovanska kneževina Neretvanov na vzhodni obali Jadranskega morja. Domneva se, da je v 11. stoletju celinski del Paganije pripadel sosednji slovanski kneževini Zahumje, medtem ko so otoki prišli pod oblast Beneške republike. 

## Geografija
Po pisanju Konstantina VII. Porfirogeneta v De administrando imperio je severozahodno mejo Paganije tvoril spodnji tok reke Cetine, jugovzhodno mejo pa ustje reke Neretve. 
Paganija naj bi nastala iz treh grofij (Rastoka, Mokros in Dalen) na celini ter otokov Brač, Šolta, Hvar, Korčula, Vis in Lastovo. Mesta v regiji so bila Mokro (Makarska), Ostrog (Zaostrog), Slavineca (Gradac) ter Hvar in Stari Grad na Hvaru.
- Paganija (hrvaška različica)
- Paganija (srbska različica)
- Dalmatinske kneževine v 9. stoletju (hrvaška različica)

## Prebivalstvo
Naziv Paganija, ki ga je uporabil Konstantin Porfirogenet, nakazuje, da so bili Narentani (verjetno rimski Arentani) v Konstantinovem času še pogani, se pravi, da niso bili krščeni. 
Po Konstantinu so bili Narentani Srbi, ki niso sprejeli krsta. Srednjeveški pisci pogosto štejejo Srbe in druge Slovane za neko prvotno slovansko pleme. Paganijo so verjetno od 7. stoletja naseljevali Hrvati.

## Vira
- Konstantin Porphyrogennetos, ca. 950, De Administrando Imperio
- J.B. Bury: The early history of the Slavonic settlements in Dalmatia, Croatia, & Serbia. Constantine Porphyrogennetos. De administrando imperio.